# Saint-Victour
Saint-Victour település Franciaországban, Corrèze megyében. Lakosainak száma 194 fő (2022. január 1.). Saint-Victour Chirac-Bellevue, Margerides, Roche-le-Peyroux, Saint-Bonnet-près-Bort, Saint-Étienne-la-Geneste, Saint-Exupéry-les-Roches, Sainte-Marie-Lapanouze és Veyrières községekkel határos.

## Népesség
A település népessége az elmúlt években az alábbi módon változott:
| Lakosok száma | 261  | 183  | 142  | 166  | 186  | 182  | 186  | 194  | 194  | 194  |
|               | 1968 | 1982 | 1990 | 2006 | 2013 | 2015 | 2017 | 2019 | 2020 | 2022 |